# Слепцов, Павел Александрович
Павел Александрович Слепцов (1862 — 25 марта (7 апреля) 1906, Тверь) — русский государственный деятель, глава ряда губерний Российской империи: Воронежской (1898-1902), Плоцкой (1904-1905), Тверской (1905-1906).

## Биография
Из дворян Пензенской губернии. Племянник генерала Н. П. Слепцова. Образование получил в Александровском лицее, который окончил в 1881 году по 1-му разряду.
Служил в Министерстве внутренних дел, в котором он последовательно занимал должности: чиновника особых поручений, сначала при саратовском губернаторе (1882—1883 г.), а затем при одесском генерал-губернаторе (1884—1888), и, наконец, при министре внутренних дел (1889—1893). В этот период времени на него был возложен целый ряд поручений по продовольственному вопросу в качестве сотрудника князя Долгорукого и генерала Цеймерна, командированных в эпоху голода, охватившего Россию в 90-х годах, в Пермскую, Саратовскую, Тамбовскую и Воронежскую губернии.
В 1896 году был назначен киевским вице-губернатором с пожалованием в камергеры Высочайшего Двора. В июле 1898 году состоялся его перевод исправляющим должность губернатора в Воронеж, где через год, после получения чина действительного статского советника, Слепцов был утвержден в должности воронежского губернатора.
12 ноября 1902 года именным Высочайшим указом действительный статский советник Слепцов был уволен, согласно прошению, с причислением к МВД.
23 января 1904 года назначен плоцким губернатором, а 25 июня 1905 года — тверским губернатором.
25 марта 1906 года был убит взрывом бомбы, брошенной под губернаторский экипаж. Ответственность за убийство тверского губернатора фактически взяла на себя местная организация социалистов-революционеров, хотя ни имя, ни звание, ни партийная принадлежность задержанного убийцы так и не были выяснены следствием.

ТВЕРЬ, 25 марта. Сегодня около 3 часов дня тверской губернатор П. А. Слепцов после открытия чрезвычайного губернского земского собрания, созванного для избрания члена Государственного Совета, возвращался по Миллионной улице от здания Дворянского собрания во дворец. При повороте с Миллионной ко дворцу, против здания занимаемого квартирой губернского предводителя дворянства, под губернаторский экипаж была брошена бомба. Раздался оглушительный взрыв. Когда рассеялся дым, глазам прибежавших представилась ужасная картина: в разных местах на довольно большом пространстве валялись ноги, внутренности, части тела и клочья платья убитого взрывом Слепцова. <...> — Новое время. 08 апреля (26 марта) 1906 года.
Убийство было совершено летучим отрядом эсеров. Непосредственным исполнителем покушения был некто В.В. Чекальдин, впоследствии проходивший в суде и казнённый под именем Ив. Бугачева.
Когда убийца, бросивший бомбу, был схвачен, народ кричал: «Дайте его, мы разорвем его «на части». Проклятия, угрозы, неистовая брань сыпались на убийцу. Было мгновение, когда народ едва не исполнил свое намерение. Но в это время убийцу спас из рук толпы архиепископ Тверской, преосвященный Алексий, воскликнувший: «Оставьте его, православные, не пачкайте рук о злодея. Он будет наказан властями земными; он получит вечную кару на небе. Он будет проклят. Анафема, анафема, анафема убийце». Тысячи голосов вторили: «Проклят — анафема!».